# Ока (мера)
Ока је мјера за тежину и запремину, коју су увеле Османлије крајем  и почетком XVI вијека.
Ока, као мјера за тежину, имала је различите вриједности:
- Турска ока је износила 1,28 kg.
- Дубровачка ока је износила 1,272 - 1,336 kg.
- Босанска ока је износила 1,282 kg.
- Црногорска ока је износила 1,500 kg.
- Товар је већа мјера за тежину (100 ока).

Ока, као мјера за запремину, је износила 1,330 литара и могла је бити мања или већа.